# Javier Mazzoni
Javier Gustavo Mazzoni (Don Bosco, 1972. február 4. –) argentin labdarúgó, csatár.

## Pályafutása
1991–1994 között a Dock Sud, 1994–1996 között az Independiente labdarúgója volt. 1996–1999 között a francia FC Nantes, 1999–00-ben a svájci FC Lausanne-Sport, 2000–2003 között a spanyol Racing Santander játékosa volt. 2002–03-ban kölcsönben a brazil Figueirense csapatában szerepelt. 2003-ban a spanyol Poli Ejido, 2003–04-ben az Olimpo, 2004–05-ben az Arsenal Sarandí, 2005–06-ban az uruguayi Montevideo Wanderers labdarúgója volt. 2006–07-ben a Tigre csapatában fejezte be az aktív játékot.

## Sikerei, díjai
Independiente
- Supercopa Libertadores
  - győztes (2): 1994, 1995